# Showgirl EP
Showgirl es un EP digital de la cantante Kylie Minogue. Lanzado junto con su primer sencillo digital "Over the Rainbow", Showgirl EP incluyó 8 grandes éxitos de Kylie, en vivo desde Londres en 2005. No está disponible para compra en 7Digital, iTunes y otras tiendas digitales de todo el mundo.

## Lista de canciones
1. "Better the Devil You Knoww" (Showgirl Live)
2. "What Do I Have to Do?" (Showgirl Live)
3. "Spinning Around" (Showgirl Live)
4. "Slow" (Showgirl Live)
5. "Red Blooded Woman/Where the Wild Roses Grow" (Showgirl Live)
6. "I Believe in You" (Showgirl Live)
7. "Can't Get You out of My Head" (Showgirl Live)
8. "Love at First Sight" (Showgirl Live)